# Presses universitaires de Reims
Les éditions Presses universitaires de Reims également appelée « Epures » est une maison d'édition universitaire française basée à Reims.
Elles constituent l'organe de publication propre de l'université de Reims.

## Historique
Les éditions Presses universitaires de Reims ont vu le jour en 2007 au sein de l’Université de Reims-Champagne-Ardenne.
Elles sont actuellement installées à la bibliothèque Robert de Sorbon de cette université.

## Domaines de publication
Elle publie et diffuse les ouvrages et les revues à caractère scientifique produits ou coordonnés par des chercheurs affiliés à l’Université de Reims Champagne-Ardenne (URCA). 
Le catalogue de l’Epures  comporte 230 titres. 
Le rythme de production étant de l'ordre d'une vingtaine d'ouvrages par an. 
Elle publie deux revues : « Imaginaires » et « Le Fablier », cette dernière en coédition avec La Société des Amis de Jean de La Fontaine.

### Les collections
- Approches interdisciplinaires de la lecture
- Entre art et philosophie
- Études suisses
- Héritages critiques
- Intercompréhension européenne (ICE)
- Langage et pensée
- Res per nomen
- Sport, acteurs et représentations
- Studia Habsburgica
- Studia Remensia : elle publie des monographies, rédigées en français, dans le domaine des littératures, arts et civilisations des aires anglophone, germanophone et hispanophone[2].

## Fonctionnement

### Pilotage éditorial
Il est défini par les directeurs de collection et de revues. Ils s’appuient  sur des comités de lecture et des experts extérieurs (nationaux et internationaux dans un dispositif d’évaluation). 

### Cadrage légale de l’édition universitaire
- Loi du 26 janvier 1984 qui confie aux établissements publics à caractère scientifique, culturel et professionnel (EPSCP) la mission de diffuser la culture et l’information scientifique et technique.